# 세계한인언론인협회
세계한인언론인협회는 문화체육관광부 소관의 사단법인이다. 전 세계 60여 도시의 소식을 취재·보도하는 재외동포언론사를 아우르는 글로벌 언론인을 아우르는 단체라는 말만 거창하나 직원은 없고 회장1명 캐나다 교포출신(외국국적자)사무총장이 운영하며
간간히 문체부 예산을 받아 무언가를 한다
'재외동포언론인협회와 '가 통합한 후, 협회명을
세계한인언론인협회로 변경 

## 주요 사업
- 세계한인언론인대회시상

## 연혁

### 재외동포언론인연합회(재언연)
| 시기               | 행사                                       | 주요 내용                                       | 주최(주관)                        |
| 2002.11.18 ~ 11.23 | 제1회 재외동포기자대회                     | 재외동포언론인연합회(재언연) 결성<(간사 김제완) | 한국기자협회 재외동포재단         |
| 2003.11.17 ~ 11.21 | 제2회 재외동포기자대회                     | 대표간사 전경희                                 | 한국기자협회                      |
| 2004.11.23 ~ 11.27 | 제3회 재외동포기자대회                     | 대표간사 전경희                                 | 한국기자협회                      |
| 2005.05.30 ~ 06.03 | 제4회 재외동포기자대회 (금강산 방문)       | 초대회장 정채환                                 | 한국기자협회                      |
| 2005.07            | 한국 오류 바로잡기 운동                    |                                                 | 재언연, 해외홍보원, 연합뉴스 공동 |
| 2005.09            | 세계의 한가위 모습 사진전                  |                                                 | 재언연                            |
| 2005.10            | 제1회 재외동포언론인 연수                  |                                                 | 재언연                            |
| 2005.12            | 제1회 세계 연말연시 사진전                 |                                                 | 재언연, 연합뉴스                  |
| 2006.05.29 ~ 06.02 | 제5회 재외동포기자대회 (독도 방문)         |                                                 | 한국기자협회                      |
| 2006.11            | 제2회 재외동포언론인 연수                  | 서울시와 홍보협약                               | 재언연, 연합뉴스                  |
| 2006.12            | 제2회 세계 연말연시 사진전                 |                                                 | 재언연, 연합뉴스                  |
| 2007.05.28 ~ 06.02 | 제6회 재외동포기자대회                     | 2대회장 정채환                                  | 한국기자협회                      |
| 2007.09            | 연합뉴스 한민족센터 제휴                   |                                                 |                                   |
| 2007.10            | 제3회 재외동포언론인 연수 (국제 컨퍼런스)  |                                                 | 재언연, 연합뉴스                  |
| 2008.04.21 ~ 04.26 | 제7회 재외동포기자대회 (태안반도 기름제거) |                                                 | 한국기자협회 재언연               |
| 2008.10            | 제4회 재외동포언론인 연수                  | 3대 회장 정락석                                 | 재언연, 연합뉴스                  |

"잠시 헤어졌습니다" (2009 ~ 2016) #재외동포언론인연합회가 재외동포언론인협회와 세계한인언론인연합회로 분리

### 재외동포언론인협회(재언협)
| 시기               | 행사                                                             | 주요 내용                                    | 주최(주관)                           |
| 2009.03.30 ~ 04.03 | 제8회 재외동포기자대회                                           | 재외동포언론인연합회와 분리                  | 한국기자협회                         |
| 2010.04.19 ~ 04.23 | 제9회 재외동포기자대회                                           | 재외동포언론인협회(재언협) 발족(회장 이종국) | 한국기자협회, 한국신문방송편집인협회 |
| 2010.10.10 ~ 10.16 | 2010 재외동포언론 국제심포지엄                                   |                                              | 재언협, 한국기자협회                 |
| 2011.02            | 재외동포언론인협회 서울시 사단법인 등록                          |                                              | 재언협                               |
| 2011.04.10 ~ 04.16 | 제10회 재외동포기자대회                                          |                                              | 재언협, 한국기자협회                 |
| 2011.10            | 제1회 재외동포 언론인 국제심포지엄                               |                                              | 재언협, 한국기자협회                 |
| 2012.03.11 ~ 03.17 | 제11회 재외동포기자대회                                          |                                              | 재언협, 한국기자협회                 |
| 2012.10.21 ~ 10.25 | 21회 재외동포 언론인 국제심포지엄                                | 한국기자협회와 분리 첫 자체 행사             | 재언협                               |
| 2013.04.22 ~ 04.27 | 제12회 재외동포언론인대회                                        | 행사 명칭 변경                               | 재언협                               |
| 2013.10.06 ~ 10.11 | 제3회 재외동포 언론인 국제심포지엄                               |                                              | 재언협                               |
| 2014.04.20 ~ 04.25 | 제13회 재외동포언론인대회                                        |                                              | 재언협 대한언론인회                  |
| 2014.10.26 ~ 10.31 | 제4회 재외동포 언론인 국제심포지엄                               | 2대 회장 김훈                                | 재언협 대한언론인회                  |
| 2015.04.11 ~ 04.17 | 제14회 재외동포언론인대회                                        |                                              | 재언협 대한언론인회                  |
| 2015.10.21 ~ 10.25 | 제5회 재외동포 언론인 국제심포지엄                               |                                              | 재언협 대한언론인회                  |
| 2016.04.25 ~ 04.30 | 제15회 재외동포언론인대회                                        |                                              | 재언협 대한언론인회                  |
| 2016.10.10 ~ 10.14 | 제6회 재외동포 언론인 국제심포지엄 #제1회 고양 국제 포럼(고양시) |                                              | 재언협 대한언론인회                  |

### 세계한인언론인연합회(세한언)
| 시기    | 행사                                                                | 주요 내용                                          | 주최(주관)       |
| 2009.05 | 문화체육관광부 인가 사단법인 등록                                   | 한국기자협회와 분리, 연합뉴스와 공동사업 계약 체결 |                  |
| 2009.07 | 첫 세계한인언론인대회 (제8회 세계한인언론인대회)                    | 대전시 업무협력 MOU 포항시 글로벌 홍보자문관 위촉  | 세한언, 연합뉴스 |
| 2009.10 | 제5회 재외동포언론인연수 (세계한인언론인워크숍)                     |                                                    | 세한언           |
| 2009.11 | 세계의 연말연시 사진전                                              | 일부 연합뉴스 공동                                 | 세한언, 연합뉴스 |
| 2010.06 | 제9회 세계한인언론인대회                                            | 인천국제교류센터 업무협약서 체결                   | 세한언, 연합뉴스 |
| 2010.10 | 제 6회 세계한인언론인 워크숍                                        | 4대회장 전경희                                     | 세한언, 연합뉴스 |
| 2011.05 | 제10회 세계한인언론인대회                                           | 서울 성모병원 업무협약                             | 세한언, 연합뉴스 |
| 2011.10 | 제 7회 세계한인언론인 워크숍 (연합TV 설명회)                        | 세계한인유권자총연합회 등 업무협약 3건             | 세한언, 연합뉴스 |
| 2012.05 | 제11회 세계한인언론인대회 (재외국민선거제도 결의문)                 | 제주도 방문                                        | 세한언, 연합뉴스 |
| 2012.10 | 추계 세계한인언론인대회 (연합뉴스-세한언 공동취재방안 모색, 세미나) | 5대 회장 이승봉 거제도 방문                        | 세한언, 연합뉴스 |
| 2013.04 | 제12회 세계한인언론인대회                                           | 반크-세한언 글로벌 코리안 홍보대사 발대식          | 세한언, 연합뉴스 |
| 2013.10 | 자체 기자워크숍                                                     | 6대 회장 이건기                                    | 세한언, 연합뉴스 |
| 2014.10 | 자체 기자워크숍                                                     | 종이접기문화재단 교류협력 MOU 7대 회장 장마리아    | 세한언, 연합뉴스 |
| 2015.05 | 자체 기자대회                                                       | 완도 특산물 해외 판매 MOU                          | 세한언, 연합뉴스 |
| 2015.10 | 2015 세계한인언론인대회                                             | 경북 영주시 방문 8대 회장 이윤낙                   | 세한언           |
| 2016.10 | 2015 세계한인언론인대회                                             | 9대 회장 전용창                                    | 세한언           |

"다시 하나가 됐습니다" (2017년 ~ 현재)

### 세계한인언론인협회(세언협)
| 시기               | 행사 | 주요 내용                                   | 주최(주관)                                                     |
| 2017.04.17 ~ 04.21 | 제16회 재외한인언론인대회 "죄외한언언론의 화합과 역량강화" #재외한인을 위한 포털운영 타당성 #재외한인언론 진흥을 위한 제언            | 재언협, 세한언 통합 전용창, 김소영 공동회장 | 재언협,세한언 대한언론인회 아시아기자협회                      |
| 2017.10.16 ~ 10.20 | 2017 세계한인언론인 국제심포지엄 #한반도 정세, 대한민국의 현실과 재외동포사회의 시각 #한글 한류 한인언론 #제2회 고양 국제포험(고양시) | 세언협 첫 행사                              | 세언협 대한언론인회 홍익표 의원 (더불어민주당), 아시아기자협회 |
| 2018.01.01         | 홍보활동 | 문재인 대통령 재외동포 신년인사 게재        | 청와대, 세언협                                                 |
| 2018.01            | 홍보활동 | 한반도 정책, 남북회담 설명자 게재           | 통일부, 세언협                                                 |
| 2018.02.03         | 성명서 발표 | 국민투표법 개정 촉구 성명서 발표            | 세언협                                                         |
| 2018.02            | 홍보활동 | 평창 동계올림픽, 패럴림픽 홍보              | 세언협, 언론진흥재단                                           |